# Tæppebombning
Tæppebombning, eller tæppebombardement, betegner nedkastning af et stort antal bomber med kort interval til total ødelæggelse af et område. Begrebet er opstået, fordi bomberne dækker området på samme måde, som et tæppe dækker et gulv.
Til tæppebombning er ofte brugt brandbomber, herunder napalm, da det er effektivt til destruktion af byområder. Formålet med tæppebombning kan være at ødelægge fjendens materiel, men det kan også være at terrorisere eller demoralisere den civile befolkning.
I begyndelsen blev tæppebombning udført af mange fly, der kom i bølger, men nu om dage er det ofte et stort bombefly eller et missil, der medbringer mange små bomber, der kan bruges til at ødelægge f.eks. en lufthavn. Nogle artillerisystemer som det amerikanske MLRS kan også bruges i en sådan situation. 
Strategien bag blev udviklet under anden verdenskrig af Arthur "Bomber" Harris, leder af det britiske Bomber Command. Den blev brugt af de allierede mod tyskerne for at skade deres industri og svække deres moral.
Strategien var i mellemkrigstiden stærkt påvirket af den italienske strateg Admiral Giulio Douhet, som mente, at fremtidens krige ville blive udkæmpet ved, at hær og flåde holdt vigtige punkter, og at flystyrker intensivt angreb civile mål. Denne ødelæggelse ville i løbet af få dage tvinge en af parterne til fred. 
I mellemkrigstiden havde man ikke udviklet forsvarsvåben overfor bombere, og derfor var det et meget effektivt våben. Bombeflyene var hurtigere end den tids jagerfly, og man havde et stort ødelæggelsespotentiale.
Første gang, tæppebombning blev udført i praksis, var i 1937 under den spanske borgerkrig hvor den tyske eskadrille Legion Condor bombede Guernica ad flere omgange med store tab blandt befolkningen til følge. Da man senere prøvede denne teknik i kuperet terræn, opdagede man, at den ikke var særlig effektiv her. 
Da Storbritannien gik i krig med Tyskland, forventede man, at der hurtigt ville komme tæppebombninger, og man evakuerede børn til mere sikre landområder. Selvom bombningerne ikke kom med det samme, blev de forsøgt under Luftslaget om England i 1940.
Hvis tyskerne havde vedligeholdt presset på de britiske lufthavne, er det muligt, måske sandsynligt at de kunne have vundet luftslaget. Men de ikke havde nok bombefly til at klare London, og de led store tab på grund af radaren, som briterne havde udviklet. 
Mod Japan blev teknikken også taget i brug, specielt mod Tokyo.
I diskussionen om, hvorvidt tæppebombning kan retfærdiggøres, er det vigtigt at huske, at præcise bomber ikke blev udviklet før i 80`erne, og at en konventionel bombe kan falde langt ved siden af målet, når den er kastet fra stor højde. 
Nu til dags kan atombomber også blive brugt til tæppebombning med mange små sprænghoveder, men tæppebombning er efterhånden veget helt for præcisionsbombning, da man herved kan begrænse omfanget af unødvendig ødelæggelse.
- Britisk Lancaster fly forberedes til et tæppebombardement, Anden Verdenskrig
- Tæppebombardement over Vietnam under Vietnamkrigen
- Tæppebombardement af en transportvej i Normandiet, Frankrig under Anden Verdenskrig
- Tæppebombning med napalm under Amerikansk militæropvisning (2003)
- Guernica efter tæppebombardement under den spanske borgerkrig (26. april 1937)
- Dresden efter tæppebombardement under Anden Verdenskrig (13.-15. februar 1945)
- Tokyo efter Amerikansk tæppebombardement under Anden Verdenskrig (10. marts 1945)
- Wesel efter tæppebombardement under Anden Verdenskrig (22.-23. marts 1945)